# Otane
Otane (in greco antico: Ὀτάνης?, Otànes, in persiano antico Utāna "che ha buoni discendenti"; metà VI secolo a.C. – dopo il 495 a.C.) è stato un generale persiano, genero di Dario I di Persia.

## Biografia
Il padre di Otane, Sisamme, uno dei giudici reali, fu condannato a morte da Cambise II per una sentenza ingiusta e la sua pelle, scorticata, fu disposta sul seggio da lui occupato. Otane venne presentato come suo successore in quello stesso compito e fu costretto ad esercitare le sue funzioni giudiziarie ricordando costantemente la fine di suo padre come monito. Intorno al 506 a.C., nominato successore di Megabizo nel comando delle truppe disposte sulla costa, conquistò le città di Bisanzio, Calcedonia, Antandro e Lamponio e le isole di Lemno e Imbro.
Fu probabilmente lo stesso Otane quello che viene indicato come genero di Dario I e come uno dei generali impiegati per reprimere la rivolta ionia nel 499 a.C. Riuscì a sconfiggere i ribelli nei pressi di Efeso e, grazie all'aiuto di Artaferne, satrapo di Sardi, conquistò Clazomene, città in mano agli Ioni, e Cuma, degli Eoli.
Otane non viene più menzionato da Erodoto, ma sembra che abbia preso parte alle successive operazioni militari fino alla soppressione definitiva della rivolta ionica.